# Procapra picticaudata
Procapra picticaudata (ґоа) — вид ссавців підродини Антилопові (Antilopinae).

## Опис
Це відносно невелика, струнка тварина. Голова і тіло довжиною від 91 до 105 сантиметрів, висотав холці від 54 до 65 см, вага від 13 до 16 кг. Хвіст короткий, усього від 8 до 10 см. Має коричнево-сіре густе хутро на спині, але літнє хутро помітно сіріше. На крупу є білі плями у формі серця. Має відмінні чуття, у тому числі гострий зір і слух. У дорослих самців є роги від 26 до 32 см довжиною. Цей вид тісно пов'язаний з Procapra przewalskii. 

## Спосіб життя
Живе поодинці або невеликими групами від 3 до 20 тварин, збираючись у великі стада під час міграцій у вищі літні пасовища. Головний місцевий хижак — вовк.

## Їжа
Споживає цілий ряд місцевих рослин, у першу чергу різнотрав'я і бобові. 

## Поширення
Китай (Цинхай, Тибет, Сіньцзян), Індія (Джамму-Кашмір, Сіккім). Зустрічається принаймні до 5750 м над рівнем моря. Населяє висотні рівнини, пагорби і кам'янисті плато. Також пасеться на водно-болотних полях. 